# Tore Vikingstad
Tore Vikingstad (Trondheim, Norveška, 8. listopada 1975.) norveški je profesionalni hokejaš.
Pproglašen je najboljim igračem Njemačke hokejske lige sezone 2005./06., kao i najboljim strijelcem u istoj sezoni sa 71 postignutim pogotkom. Takav učinak donio mu je i nagradu u domovini Zlatni pak za najboljeg norveškog igrača.
U karijeri je igrao i za "Viking Hockey", "Stjernen Hockey", "Färjestads BK" i "Leksands IF". Izabrao ga je i "St. Louis Blues" u 6. krugu drafta za NHL, sjevernoameričku profesionalnu hokejsku ligu.
Na Igrama u Vancouveru zabio je hat-trick Švicarskoj, iako je norveška reprezentacija izgubila rezultatom 5-4 nakon produžetaka. Tri pogotka na jednoj utakmici olimpijskog vancouverskog turnira zabio je još samo Kanađanin Jarome Iginla.

## Vanjske poveznice
- Profil na stranici hockeydb